# Linares (Ibias)
Linares (Liares en asturiano), es una aldea perteneciente al concejo asturiano de Ibias, al suroeste de Asturias.

## Historia
Al principio de su existencia Linares fue una braña La Braña de Linares, formada por un pequeño grupo de casas y pequeños hórreos

## Arquitectura
A la entrada de Linares se ve un hórreo teitado en la modalidad de "a facha" o "a paleta", que se remonta al siglo XVIII.
Justo después, a pocos metros del anterior, se encuentra otro hórreo idéntico, este afectado por la mano moderna del hombre, su teito de paja, posiblemente afectado por los años, ha sido sustituido por uno mas actual para evitar que entrara el agua y las inclemencias del tiempo.
Linares tiene su propia capilla La Capilla de los Remedios, en cuyo interior alberga una talla de la Virgen de los Remedios.

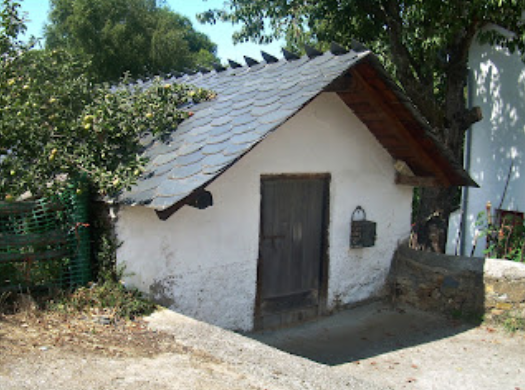
Capilla de Linares

Linares también cuenta con su propia fuente-lavadero, usada antiguamente por los vecinos de esta pequeña aldea. 
También destacan las casas por las trabajadas tallas que adornan las portadas, destaca una la Casa del Corvo.

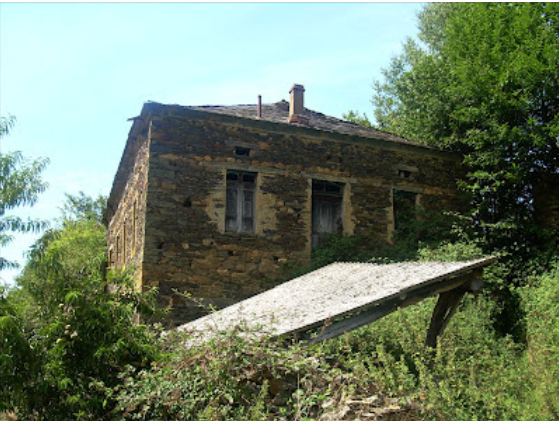
Casa del Corvo

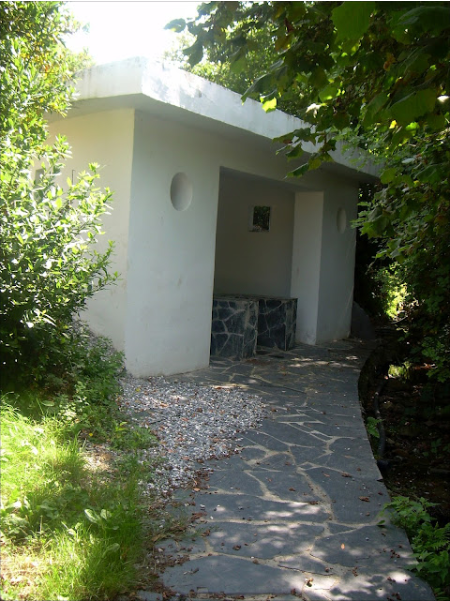
Lavadero de Linares